# Trichardis terminalis
Trichardis terminalis är en tvåvingeart som beskrevs av H. Oldroyd 1974. Trichardis terminalis ingår i släktet Trichardis och familjen rovflugor. Inga underarter finns listade i Catalogue of Life.